# Консисторій
Консисторій або імперська рада (лат. consistorium) — в Стародавньому Римі та Візантійській імперії — адміністративно-дорадчий орган при імператорі.
Консисторій виник при імператорі Адріані як дорадчий орган для обговорення законів. При Діоклетіані і Костянтині I функції консисторія були значно розширені. Головою консисторія був квестор священного палацу (quaestor sacri palatii) — головний юрист імперії, а членами (comites consistoriales) — магістр офіцій, префект преторія столиці і магістри армії (magister militum), два чиновника, що відповідали за фінанси (comes rerum privatarum) — комит приватних справ і коміт священних щедрот (comes sacrarum largitionum), препозит священної спочивальні (praepositus sacri cubiculi). Крім того, членами консисторія була частина сенаторів. Консисторій займався обговоренням питань, пов'язаних із законодавством, приймав представників провінцій і міг виступати в якості суду за звинуваченнями в державній зраді. У консисторії був великий секретаріат, що складався із трибунів (tribunes) і нотаріїв (notaries), яких разом часто називали референтами (referendarii). Часто до роботи залучалися сенатори, що не були членами консисторія.
Константинопольський сенат спочатку мав дві будівлі для проведення засідань: на східній стороні форуму Августа, недалеко від імперського палацу і на північній стороні форуму Костянтина, але з часом засідання сенату стали проводитися в імперському палаці, у великому залі засідань консисторія. Оскільки багато сенаторів були членами консисторія, сенат перетворився в «розширений консисторій». Засідання консисторія були як «малі», тобто засідання самої імперської ради, так і «великі», спільно з сенатом.